# Tolga Seyhan
Tolga Seyhan (ur. 17 stycznia 1977 w Giresunie) – turecki piłkarz, grający na pozycji obrońcy, reprezentant Turcji.

## Kariera piłkarska

### Kariera klubowa
Wychowanek klubu Çanakkale Dardanelspor. W 1995 rozpoczął karierę piłkarską w Düzcespor, a w następnym roku powrócił do Dardanelsporu. W 2001 został zaproszony przez trenera Ziya Doğan do pierwszoligowego klubu Malatyaspor. W styczniu 2001 roku razem z trenerem Ziya Doğanem przeszedł do Trabzonsporu. Na początku lipca 2005 roku podpisał 3-letni kontrakt z ukraińskim Szachtarem Donieck. 12 lipca 2006 został wypożyczony na rok do Galatasarayu. Następny sezon 2007/08 również grał na wypożyczeniu Trabzonsporu. W 2008 został kupiony do beniaminka Kocaelispora. Potem bronił barw klubów Hacettepespor i Gaziantepspor. Latem 2010 został piłkarzem klubu z rodzimego miasta Giresunspor.

### Kariera reprezentacyjna
W latach 2004–2006 występował w reprezentacji Turcji. Łącznie rozegrał 18 meczów, w których zdobył 2 bramki.

## Sukcesy i odznaczenia

### Sukcesy klubowe
- wicemistrz Turcji: 2004, 2005, 2007
- zdobywca Pucharu Turcji: 2005
- mistrz Ukrainy: 2006
- zdobywca Superpucharu Ukrainy: 2005